# Kolej Vevey - Chardonne - Mont Pèlerin

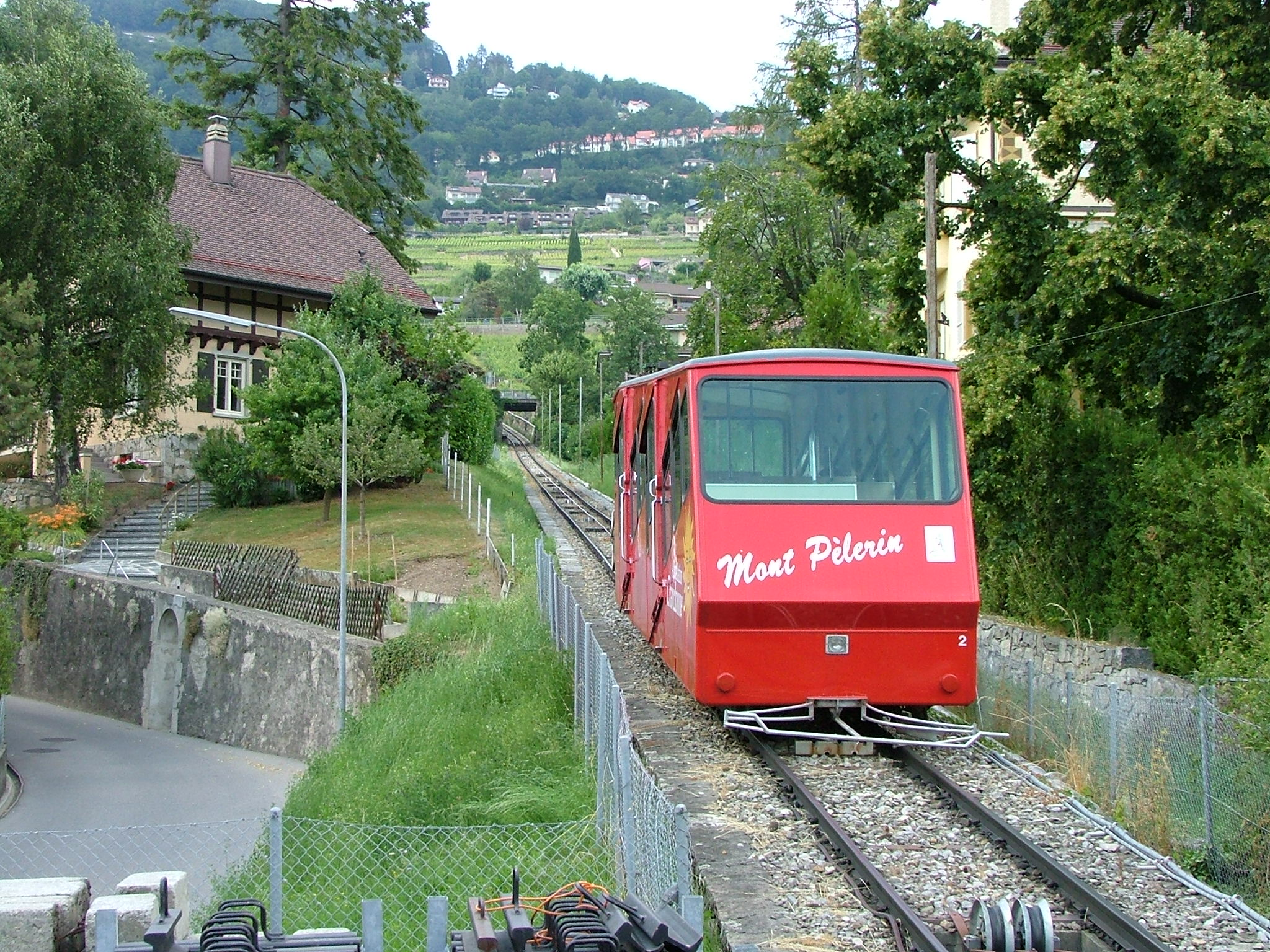
Wagon starego typu (2006)

Kolej Vevey - Chardonne - Mont Pèlerin (Funiculaire Vevey – Chardonne – Mont Pèlerin) – kolej linowo-terenowa zlokalizowana w Vevey, na stoku jeziora Genewskiego.

## Charakterystyka
Kolej o rozstawie szyn 1000 mm ma długość 1591 metrów, przewyższenie 417 metrów i nachylenie trasy 540‰. Kolejne stacje to: Vevey (funi) - 389 m n.p.m., Corseaux, Beau-Site, Chardonne-Jongny, La Baume i Mont-Pèlerin (806 m n.p.m.). Na trasie znajduje się tunel o długości 118 metrów (Tunnel de Chardonne). Trasa przechodzi nad autostradą A9. Linię otwarto 24 lipca 1900 i od początku miała napęd elektryczny i dwa wagony. W 2014 przeprowadzono generalny remont linii i zakupiono nowe wagony.

## Galeria

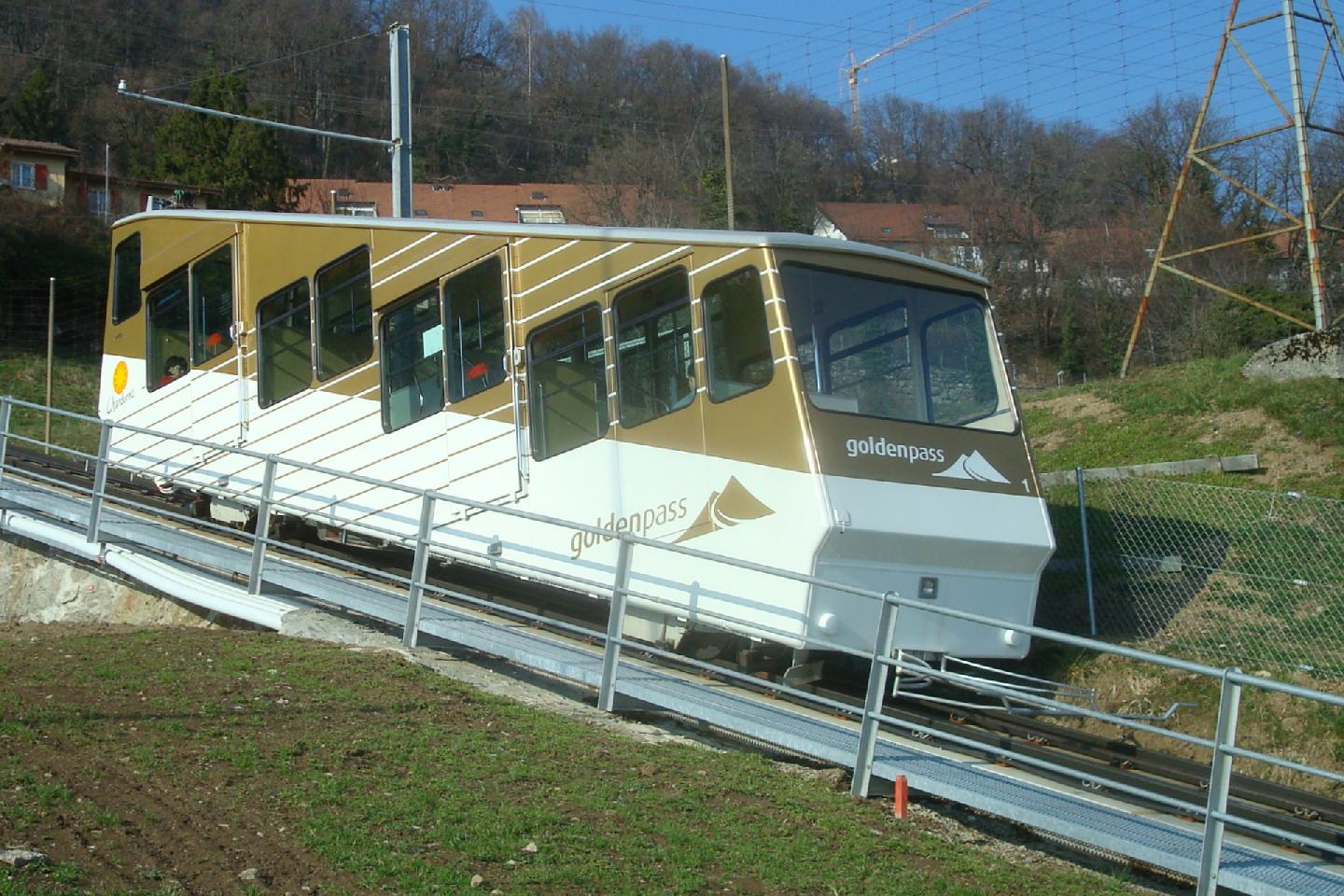
Wagon z 2014
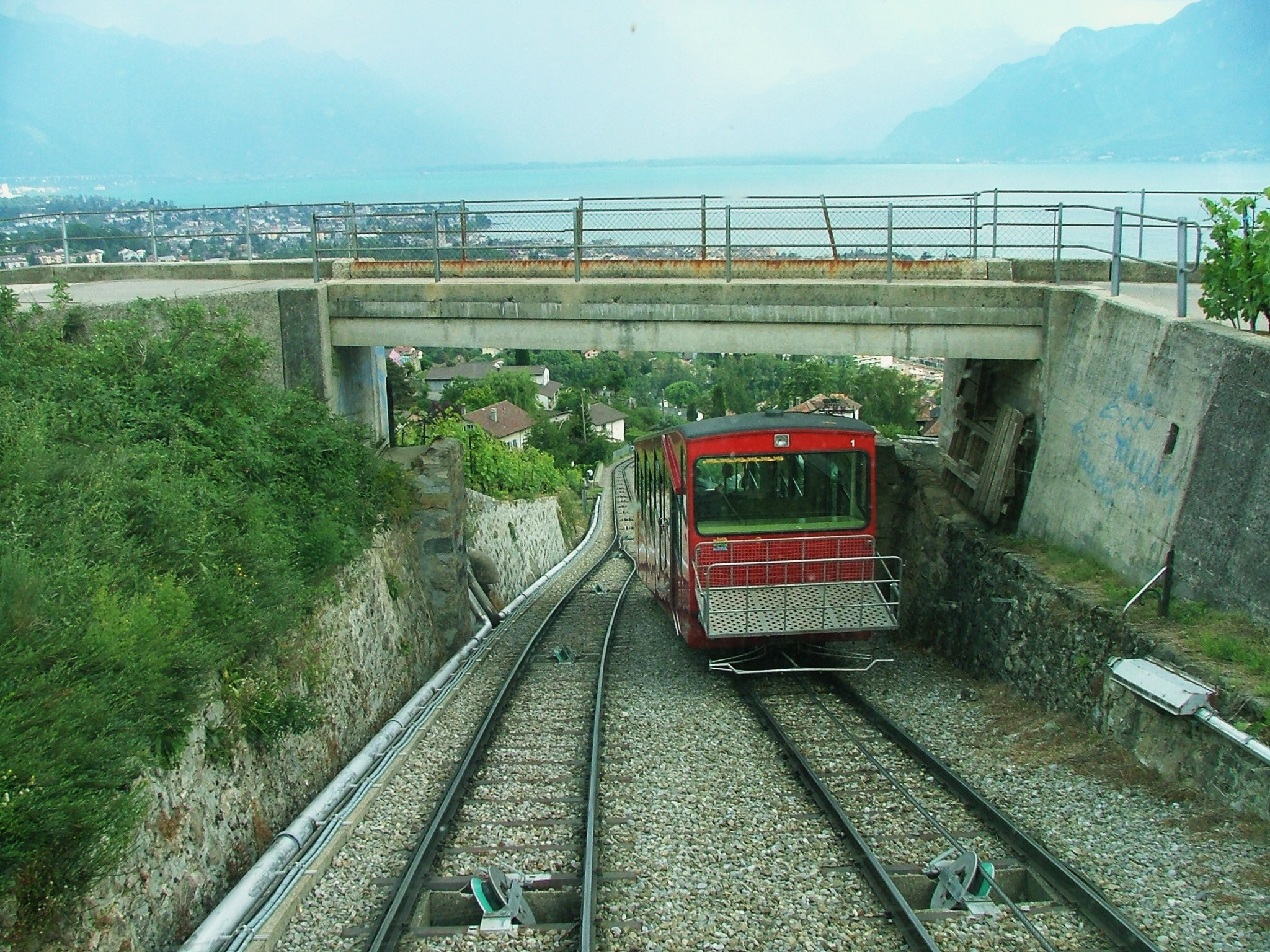
Jezioro Genewskie
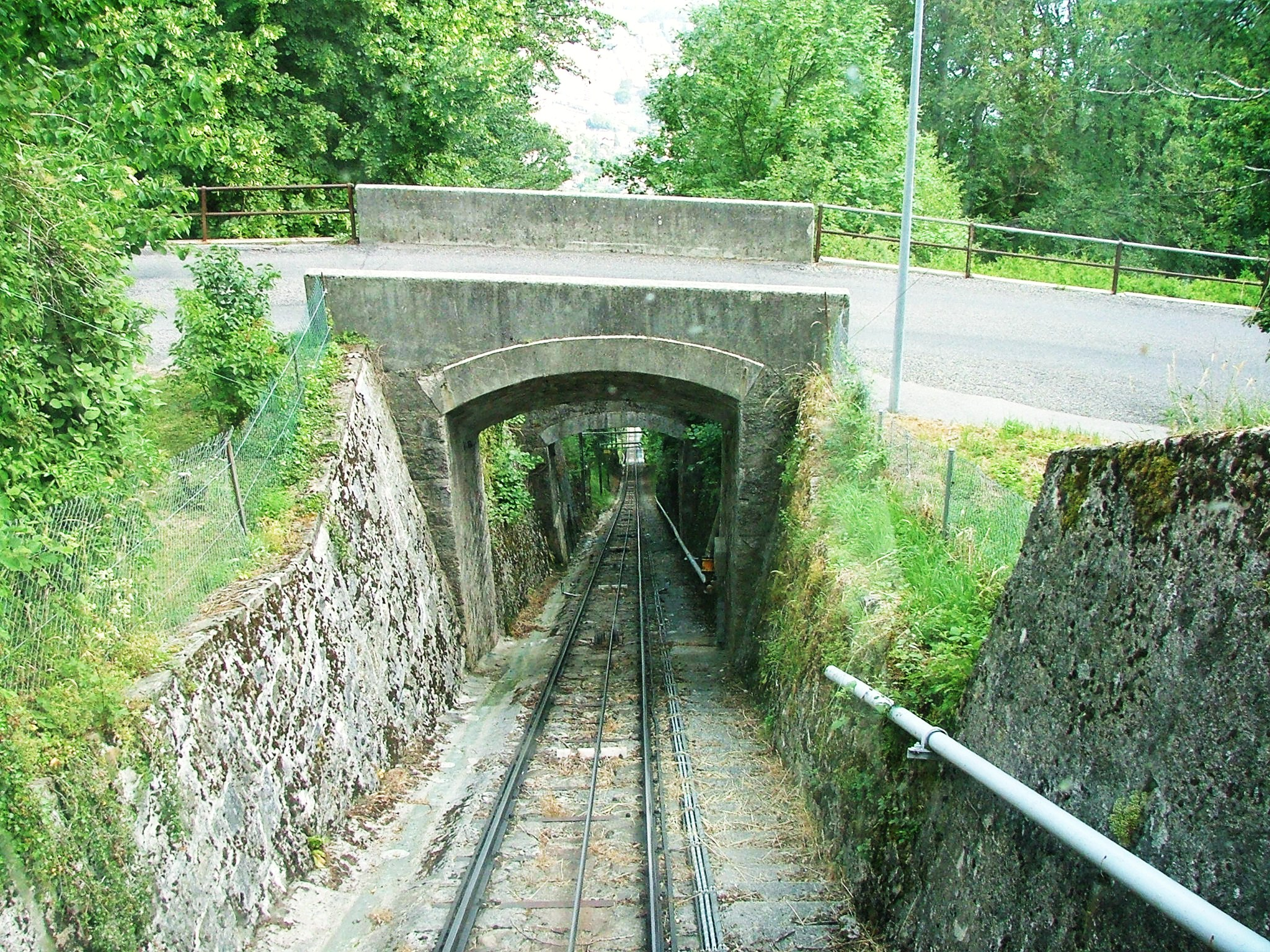
Wiadukty na trasie